# Sussex

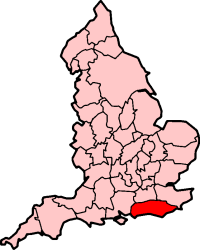
poloha Sussexu na mapě Anglie

Sussex je tradiční hrabství na jižním pobřeží Anglie. Hlavní město je Lewes. Pro administrativní účely je dnes hrabství rozděleno mezi nemetropolitní hrabství Východní Sussex (East Sussex) a Západní Sussex (West Sussex), a unitary authority Brighton & Hove. Jeho tradiční metropolí je Chichester.
Jeho území přibližně odpovídá území starého království Sussex.
Je se svou rozlohou 3777 km² 13. největší v Anglii.
Titul Vévoda ze Sussexu získal po svatbě britský princ Harry a jeho manželka Vévodkyně ze Sussexu Meghan.